# جمع (دستور زبان)
جمع یکی از مقوله‌های دستوری در بسیاری از زبان‌ها است. جمع نشان‌دهندهٔ چند نفر است. برای نمونه، گربه‌ها جمع واژهٔ گربه در فارسی است.